# Algemene Bond Uitzendondernemingen
De Algemene Bond Uitzendondernemingen (ABU) is een Nederlandse branchevereniging van uitzendondernemingen en payrollbedrijven. Tot de ruim 500 leden behoren een aantal grote Nederlandse uitzendconcerns, waaronder Randstad, USG en Manpower.
De branchevereniging zetelt in Lijnden en heeft anno 2020 circa 35 werknemers in dienst.

## Geschiedenis
De ABU is in 1961 opgericht, in Amsterdam,  op initiatief van de heer Schukking, directeur van het toenmalige uitzendbureau Slotermeer. Het initiële doel was toen om gemeenschappelijke zaken in georganiseerd overleg te kunnen behandelen en bestrijding van mogelijke malafide acties van aangesloten bedrijven. In eerste instantie waren alleen Amsterdamse uitzendbureaus aangesloten.

In de jaren 60 en 70 was de acceptatie van de branche een belangrijke doelstelling. Eind jaren 60 werd de samenwerking met de vakbonden gezocht. Een mijlpaal was in 1967 de eerste beloningsregeling voor uitzendkrachten die werkzaam waren bij de aangesloten uitzendbureaus.

In 1968 brandde echter opnieuw een loonstrijd los tussen de in de ABU georganiseerde uitzendbureaus en de vrije uitzendbureaus. Op dat moment was minder dan 50% van de uitzendbureaus aangesloten bij de ABU. Uitzendkrachten konden bij de vrije uitzendbureaus toen aanzienlijk meer verdienen dan bij de ABU uitzendbureaus.

De eerste uitzend-cao, voor administratieve krachten, werd in 1971 bekrachtigd en twee jaar later algemeen verbindend verklaard. 
In 1973 ontstond een conflict tussen de ABU en het toenmalige Gewestelijk Arbeidsbureau dat in een aantal plaatsen in Nederland weigerde om werklozen door te sturen naar uitzendbureaus op het moment dat zij geen werk voor de werklozen beschikbaar hadden. De ABU verzocht de toenmalige minister Boersma om dwingende maatregelen. 

In de vroege jaren 80, met hoge werkloosheid, zagen overheden en vakbonden meer en meer het nut in van uitzendarbeid. In 1987 werd de eerste cao voor alle uitzendkrachten een feit en werd algemeen verbindend verklaard. In hetzelfde jaar startte de ABU een samenwerkingsverband met het LBR (Landelijk Bureau Racismebestrijding)om een gedragscode anti-discriminatie op te gaan stellen. Dit naar aanleiding van een landelijk onderzoek van het LBR naar discriminatie door uitzendbureaus van mensen van een andere etnische afkomst.

In de jaren 90 volgde een periode van verdere professionalisering van de uitzendbranche. 
- 1990 intreding Arbeidsvoorzieningswet.
- 1996 STAR-akkoord met een nieuwe balans tussen flexibiliteit en zekerheid gecreëerd.
- 1998 afschaffing van het vergunningenstelsel en de maximale uitzendtermijn.
- 1999 intreding werking Wet flexibiliteit en zekerheid (flexwet), waarbij een uitzendovereenkomst een echte arbeidsovereenkomst werd en een uitzendwerkgever een officiële werkgever.
- 2004 Oprichting Stichting naleving UItzendkrachten (toetsing op naleving van de cao).
- 2009 Ontwikkeling door de ABU van het huisvestingskeurmerk voor arbeidsmigranten.